# Губио
Губио (на италиански: Gubbio) e град и община в провинция Перуджа, регион Умбрия, Централна Италия. Градът има 32 985 жители (31 декември 2009), които се наричат Eugubini.
Намира се на 522 м височина на хълмовете на Монте Ингино в Апенините.

## История
През древността е етруски град и се казва Игувиум и е важен център на умбрите. Оттук произлиза плебейската фамилия Помпонии.